# Parafia św. Józefa Robotnika w Tychach
Parafia św. Józefa Robotnika – rzymskokatolicka parafia znajdująca się w Tychach, w dzielnicy Wartogłowiec. Parafia należy do dekanatu Tychy Stare w archidiecezji katowickiej.
Parafia istnieje od 30 stycznia 1983 r. 